# Idactus burgeoni
Idactus burgeoni är en skalbaggsart som beskrevs av Stefan von Breuning 1935. Idactus burgeoni ingår i släktet Idactus och familjen långhorningar.
Artens utbredningsområde är Kenya. Inga underarter finns listade i Catalogue of Life.